# August Madsack

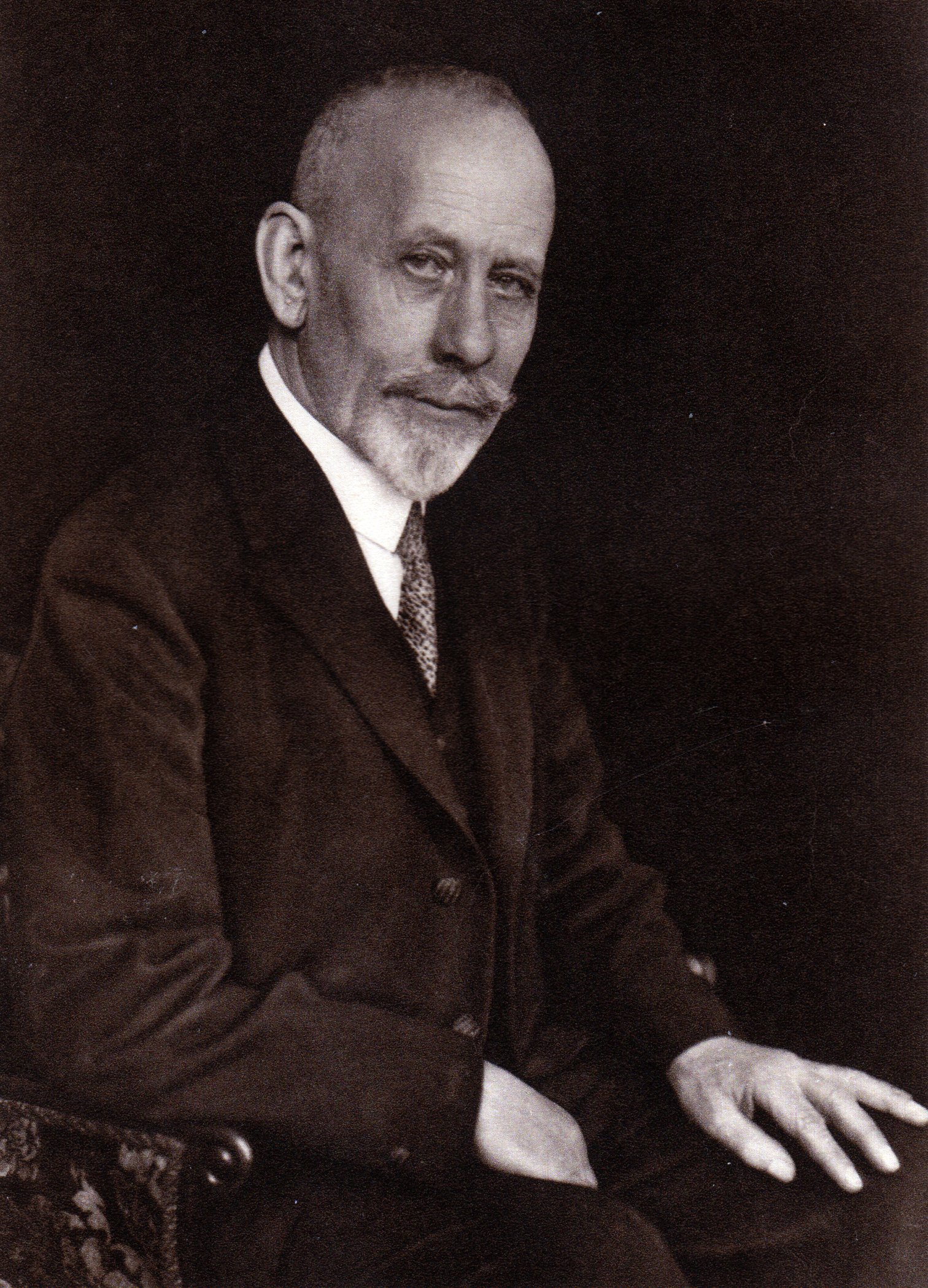
August Madsack

August Madsack (* 16. Dezember 1858 in Hirschfeld, Kreis Preußisch Holland, Ostpreußen; † 5. Februar 1933 in Hannover) war ein deutscher Journalist, Publizist und Zeitungsverleger.

## Leben
Madsack war der Sohn des Landwirts Karl Friedrich Madsack und seiner Ehefrau Luise Lehwald. Nach seiner Lehre arbeitete er von 1875 bis 1891 bei verschiedenen deutschsprachigen Zeitungen in Sankt Petersburg, Reval und Riga. 1892 kam er nach Hannover und begann mit dem Aufbau einer eigenen Zeitung, des „Hannoverschen Anzeigers“, mit Erstausgabe am 1. März 1893 und einer Auflage von 48.000 Exemplaren. Der Anzeiger hatte sechs redaktionelle Seiten sowie zwei Anzeigenseiten und kostete monatlich 40 Pfennig. Bis zum Ersten Weltkrieg konnte er die Auflage bis auf 125.000 Exemplaren erhöhen und den Umfang sogar zeitweise auf bis zu 60 Seiten ausweiten.

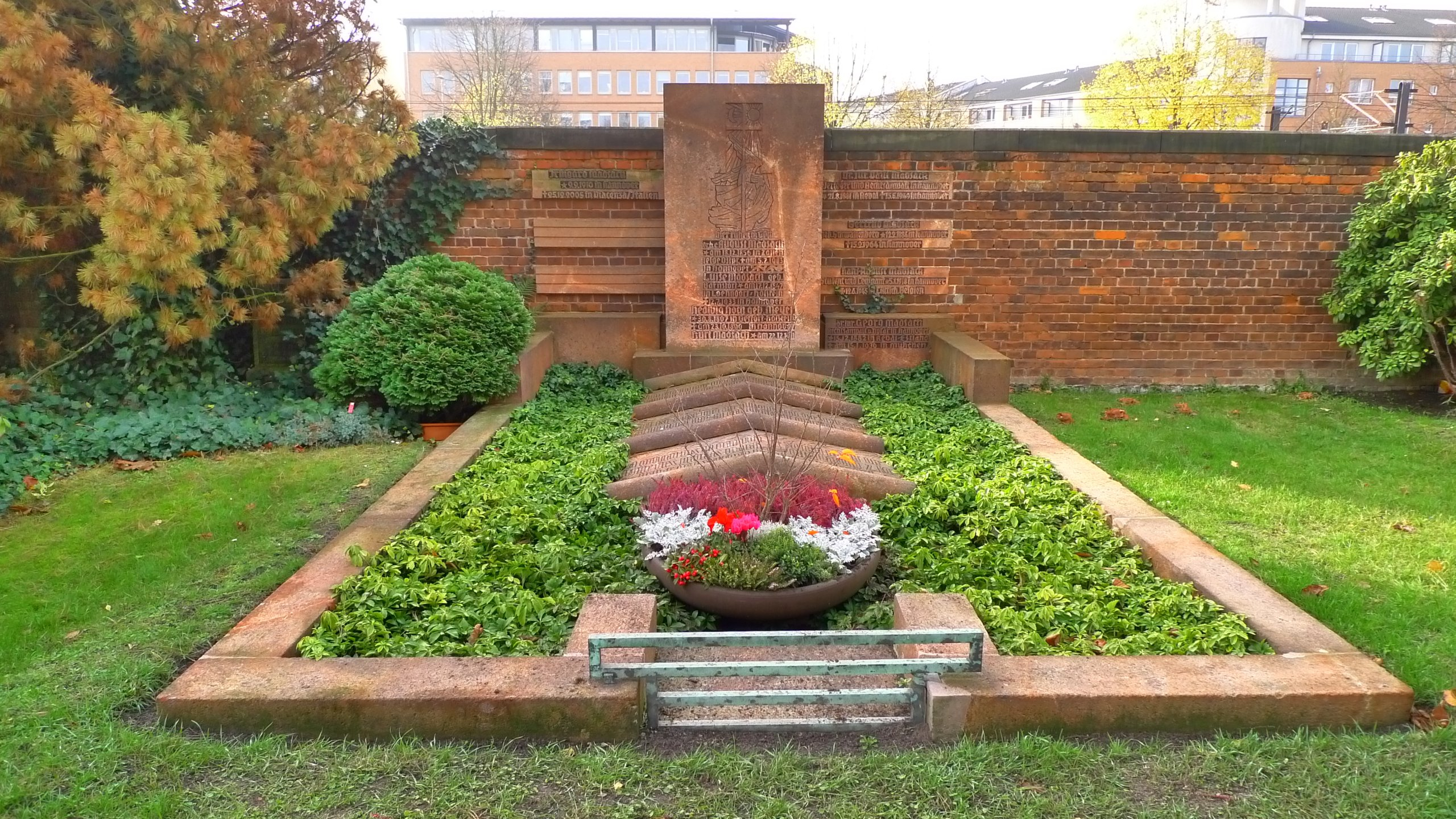
Familiengrab auf dem Stöckener Friedhof

Später kamen weitere Verlagsobjekte hinzu, darunter das Landfamilienblatt Land und Garten. In den Jahren 1927 und 1928 ließ er das Anzeiger-Hochhaus, eines der frühen Hochhäuser in Deutschland, an der Goseriede am Steintorplatz in Hannover nach Plänen des Architekten Fritz Höger mit angrenzender Druckerei erbauen.
August Madsack engagierte sich für Hannover. Er organisierte Wohltätigkeitsveranstaltungen, Konzert- und Theaterveranstaltungen, Boxkämpfe und holte mit der „Viktoria Luise“ im Jahr 1912 den ersten Zeppelin nach Hannover.
1933 schuf der Künstler Adh Hedblom eine Büste des Zeitungsverlegers, die sich heute in der originalgetreu rekonstruierten Schalterhalle des Anzeiger-Hochhauses befindet.
August Madsack ist der Vater von Georg, Paul und Erich. Nach dem Tode August Madsacks führte sein jüngster Sohn Erich das Unternehmen fort und gründete 1949 die Hannoversche Allgemeine Zeitung und schuf die Grundlage für die Madsack Mediengruppe, heutzutage der größte Medienkonzern Niedersachsens.